# Clube Social Unidade de Vizinhança
O Clube Social Unidade de Vizinhança são  clubes sociais esportivos e recreativos  presentes nas unidades de vizinhança projetadas no projeto original do Plano Piloto de Brasília, Brasil. Projetadas por Lúcio Costa, o primeiro clube da vizinhança foi o Clube Social Unidade de Vizinhança Nº1, que foi fundado em 11 de abril de 1961. Desde 19 de abril de 2009 os clubes são Patrimônio Cultural e Imaterial de Brasília.

## História
No projeto original do Plano Piloto de Brasília, Lúcio Costa queria que uma unidade deveria ser criada a cada quatro superquadras. Essas quadras seriam as 104/105, 108/109 e 112/113, tanto na Asa Norte, quanto na Asa Sul.
Dentro das unidades de vizinhança estavam previstas, além do clube da vizinhança, igrejas, cinemas e escolas. O objetivo era de formar áreas residenciais autossuficientes, em que houvesse escolas, comércio, áreas institucionais, lazer, cultura, educação e igreja.
Projetada para ter oito unidades, apenas três unidades estão em funcionamento, uma na Asa Sul, outra na Asa Norte e uma na Vila Planalto.

## Unidades

### Clube Social Unidade de Vizinhança Nº1
O Clube de Vizinhança nº 1 foi inaugurado em 11 de abril de 1961, 10 dias antes de Brasília completar um ano de vida.  Inicialmente o clube possuía com 207 sócios.

#### Basquete

A equipe também é conhecida como Basquete VIZI.

Basquetebol do Clube Social Unidade de Vizinhança Nº1, conhecido como Brasília/CSUV-1 é o departamento de basquetebol do clube brasileiro homônimo, sediado em  Brasília, Distrito Federal. A equipe disputa competições regionais e nacionais da modalidade.
O CSUV-1 foi referência na formação de atletas de basquete na capital federal desde a sua fundação. Nos anos 70, teve a atleta Fátima Zavaria convocada para a Seleção Brasileira de Basquetebol Feminino. Mas o maior destaque feminino formado no clube foi a jogadora multicampeã brasileira Karla Costa, que defendeu o Brasil  nos Jogos Olímpicos de Atenas 2004, Pequim 2008 e Londres 2012.

#### Basquete masculino
Nas categorias de base masculinas, o CSUV-1 foi o clube formador de grandes estrelas do basquete nacional com protagonismo na Seleção Brasileira de Basquetebol Masculino, como Oscar Schmidt, Pipoka e Arthur Belchor .
Foi campeão da Copa Centro-Oeste de 2016.

#### Basquete feminino
O time feminino profissional de basquete foi criado em 2013 , vinculado ao Clube Social Unidade de Vizinhança Nº 1, também sendo conhecido como Brasília/Vizinhança. Seu ginásio é o da própria instituição, fundada em 1961.

#### Uniformes
| Mandante | Visitante |

#### Últimas Temporadas
| Brasília/CSUV-1 |                           |                           |                           |                           |                |                |                |                |
| Temporada       | Liga de Basquete Feminino | Liga de Basquete Feminino | Liga de Basquete Feminino | Liga de Basquete Feminino | Distrital FBDF | Distrital FBDF | Distrital FBDF | Distrital FBDF |
| —               | Posição                   | J                         | V                         | D                         | Posição        | J              | V              | D              |
| 2013/2014       | 8º lugar                  | 14                        | 0                         | 14                        | Campeão        | 7              | 6              | 1              |

Legenda:
| Campeão Vice-campeão |

### Clube Social Unidade de Vizinhança Norte
A segunda unidade do clube da vizinhança fica na 604 Norte.

### Clube Unidade de Vizinhança da Vila Planalto
A terceira unidade fica no Estádio do Defelê, no Acampamento DFL, na Vila Planalto.
Fundado em 1992, o terreno foi inicialmente invadido de forma irregular, pois o Estádio do Defelê pertencia na época a Novacap. Em 2013, a Terracap repassa o terreno ao GDF. No dia 16 de agosto de 2016, um juiz da 3ª Vara Cível da Fazenda Pública do Distrito Federal pede a reintegração de posse do terreno.
Em 2 de maio de 2017, a Companhia de Desenvolvimento Habitacional, com a presença do governador Rodrigo Rollemberg, regularizou a situação do local.